# Playoffs de l'NBA
Els Playoffs de l'NBA són quatre rondes de competició entre setze equips repartits en la Conferència Oest i la Conferència Est. Els guanyadors de la primera ronda (o quarts de final de conferència) avancen a les semifinals de Conferència, i els vencedors a les Finals de l'NBA, disputades entre els campions de cada conferència.

## Format
Comencen a finals d'abril, amb vuit equips de cada conferència classificats. Els tres primers llocs de cada conferència venen determinats pels primers classificats en cada divisió, seguint al seu torn el balanç victòries-derrotes, aquesta regla ha generat molta controvèrsia, ja que alguns consideren que alguns equips amb un mal rècord tenen la possibilitat d'avançar amb relativa facilitat en els Playoffs. (Per exemple, si en una divisió es troben els dos millors records de la Conferència, el 2n lloc quant a rècord, passa a ser el 4t en la taula de posicions; així, en cas d'avançar en la primera ronda, seria gairebé segur que enfrontés al 1r lloc, mentre que els llocs 2n i 3r de la taula tenen millors opcions d'avançar encara que no tinguin bons rècords). Els cinc equips restants estan determinats pel rècord de victòries entre els equips no guanyadors de divisió en la conferència. No obstant això, ser campió de divisió no garanteix tenir l'avantatge de camp en les eliminatòries dels playoffs, alguna cosa insòlita en els esports nord-americans. L'avantatge de camp està estrictament basada en el balanç de victòries-derrotes durant la temporada regular, sense respectar als guanyadors de divisió.
Tenir un record més alt ofereix diversos avantatges. Ja que el primer classificat jugarà contra el vuitè, el segon contra el setè, el tercer contra el sisè i el quart contra el cinquè, tenir un millor balanç normalment vol dir que t'enfrontaràs a un equip més feble. La franquícia amb millor balanç té l'avantatge de camp en cada sèrie de playoffs, inclosa la primera ronda. Això significa que, per exemple, si l'equip que rep al sisè classificat té millor balanç que el tercer classificat, el sisè tindria avantatge de camp, malgrat que el tercer equip tingui un lloc en la classificació més alt.
Les sèries de playoffs segueixen un format de competició. Cada eliminatòria és al millor de set partits, avançant de sèrie el primer que guanyi quatre partits, mentre que el perdedor és eliminat dels playoffs. En la següent ronda, l'equip guanyador juga contra un altre de la seva mateixa conferència. Així, tots excepte un són eliminats dels playoffs en cada conferència. En cada ronda excepte en les finals de l'NBA, se segueix el model 2-2-1-1-1, volent dir que l'equip que tingui l'avantatge de camp jugarà en casa els partits 1, 2, 5 i 7, mentre que el seu rival ho farà en els partits 3, 4 i 6. Ja en les finals, se segueix el model 2-3-2, en el qual l'equip amb avantatge de camp juga en casa els partits 1, 2, 6 i 7 (els jocs 6 i 7 en cas de ser necessaris), i l'altre equip en els 3, 4 i 5 (el joc 5 solament en cas de ser necessari); el format de 2-3-2 es fa amb la finalitat d'evitar fer els viatges desgastantes d'una seu a una altra, i així donar major temps de concentració als equips per als partits de les finals.
En la ronda final, s'enfronten els campions de cada conferència al millor de set partits. El primer que aconsegueixi vèncer en quatre partits, se li coneixerà com el campió de l'NBA. Es disputa anualment al juny, i al campió se li guardona amb el Larry O'Brien Championship Trophy. La idea de cridar al trofeu de campió Larry O'Brien, és en honor del comissionat de l'NBA que va precedir David Stern, Larry O'Brien. A cada jugador de l'equip victoriós, a més de l'entrenador i el mànager general, se li lliura un anell de campió. A més, la lliga lliura el premi MVP de les Finals, que normalment rep un jugador de l'equip guanyador, encara que això no sigui una norma. Només hi ha hagut una excepció fins a la data: Jerry West va rebre el MVP de les Finals en 1969 (primera temporada en la qual es lliurava aquest premi) malgrat que els Lakers no van guanyar l'anell.

## Línia del temps
| Any       | Equips NBA | Equips playoffs                          | %   | 1a ronda | 2a ronda | 2a ronda | 3a ronda | 3a ronda | Final                                                                                        |
| --------- | ---------- | ---------------------------------------- | --- | --- | --- | --- | --- | --- | -------------------------------------------------------------------------------------------- |
| 1947      | 11         | 6 (els 3 millors de les 2 divisions)     | 55% | No hi va haver | Tercer contra tercer i segon contra segon de cada divisió al millor de 3 partits | Tercer contra tercer i segon contra segon de cada divisió al millor de 3 partits | Semifinals: els guanyadors de la ronda anterior al millor de 3 partits i els primers de divisió al millor de 7 partits | Semifinals: els guanyadors de la ronda anterior al millor de 3 partits i els primers de divisió al millor de 7 partits | Entre els guanyadors de les semifinals al millor de 7 partits                                |
| 1948      | 8          | 6 (els 3 millors de les 2 divisions)     | 75% | No hi va haver | Tercer contra tercer i segon contra segon de cada divisió al millor de 3 partits | Tercer contra tercer i segon contra segon de cada divisió al millor de 3 partits | Semifinals: els guanyadors de la ronda anterior al millor de 3 partits i els primers de divisió al millor de 7 partits | Semifinals: els guanyadors de la ronda anterior al millor de 3 partits i els primers de divisió al millor de 7 partits | Entre els guanyadors de les semifinals al millor de 7 partits                                |
| 1949      | 12         | 8 (els 4 millors de les 2 divisions)     | 75% | No hi va haver | Semifinals de divisió (primers contra quarts i segons contra tercers) al millor de 3 partits | Semifinals de divisió (primers contra quarts i segons contra tercers) al millor de 3 partits | Finals de divisió entre els guanyadors de les semifinals al millor de 3 partits                                        | Finals de divisió entre els guanyadors de les semifinals al millor de 3 partits                                        | Entre els campions de les finals de divisió al millor de 3 partits                           |
| 1950      | 17         | 12 (els 4 millors de les 3 divisions)    | 71% | 3 semifinals de divisió al millor de 3 partits | 3 finals de divisió entre els guanyadors de les semifinals al millor de 3 partits | 3 finals de divisió entre els guanyadors de les semifinals al millor de 3 partits | Entre els 2 pitjors campions de les finals de divisió al millor de 3 partits                                           | Entre els 2 pitjors campions de les finals de divisió al millor de 3 partits                                           | Entre el guanyador de la ronda anterior i el millor primer de divisió al millor de 7 partits |
| 1951      | 11         | 8 (els 4 millors de les 2 divisions)     | 73% | No hi va haver | Semifinals de divisió (primers contra quarts i segons contra tercers) al millor de 3 partits | Semifinals de divisió (primers contra quarts i segons contra tercers) al millor de 3 partits | Finals de divisió entre els guanyadors de les semifinals al millor de 5 partits                                        | Finals de divisió entre els guanyadors de les semifinals al millor de 5 partits                                        | Entre els campions de les finals de divisió al millor de 7 partits                           |
| 1952-53   | 10         | 8 (els 4 millors de les 2 divisions)     | 80% | No hi va haver | Semifinals de divisió (primers contra quarts i segons contra tercers) al millor de 3 partits | Semifinals de divisió (primers contra quarts i segons contra tercers) al millor de 3 partits | Finals de divisió entre els guanyadors de les semifinals al millor de 5 partits                                        | Finals de divisió entre els guanyadors de les semifinals al millor de 5 partits                                        | Entre els campions de les finals de divisió al millor de 7 partits                           |
| 1954      | 9          | 6 (els 3 millors de les 2 divisions)     | 67% | No hi va haver | Lligueta a doble volta en cada divisió | Lligueta a doble volta en cada divisió | Finals de divisió entre els 2 primers de cada lligueta al millor de 3 partits                                          | Finals de divisió entre els 2 primers de cada lligueta al millor de 3 partits                                          | Entre els campions de les finals de divisió al millor de 7 partits                           |
| 1955-57   | 8          | 6 (els 3 millors de les 2 divisions)     | 75% | No hi va haver | Segons contra tercers en cada divisió | al millor de 3 partits | Finals de divisió entre els guanyadors de la ronda anterior y els primers de cada divisió                              | al millor de 5 partits                                                                                                 | Entre els campions de les finals de divisió al millor de 7 partits                           |
| 1958-60   | 8          | 6 (els 3 millors de les 2 divisions)     | 75% | No hi va haver | Segons contra tercers en cada divisió | al millor de 3 partits | Finals de divisió entre els guanyadors de la ronda anterior y els primers de cada divisió                              | al millor de 7 partits                                                                                                 | Entre els campions de les finals de divisió al millor de 7 partits                           |
| 1961      | 8          | 6 (els 3 millors de les 2 divisions)     | 75% | No hi va haver | Segons contra tercers en cada divisió | al millor de 5 partits | Finals de divisió entre els guanyadors de la ronda anterior y els primers de cada divisió                              | al millor de 7 partits                                                                                                 | Entre els campions de les finals de divisió al millor de 7 partits                           |
| 1962-66   | 9          | 6 (els 3 millors de les 2 divisions)     | 67% | No hi va haver | Segons contra tercers en cada divisió | al millor de 5 partits | Finals de divisió entre els guanyadors de la ronda anterior y els primers de cada divisió                              | al millor de 7 partits                                                                                                 | Entre els campions de les finals de divisió al millor de 7 partits                           |
| 1967      | 10         | 8 (els 4 millors de les 2 divisions)     | 80% | No hi va haver | Semifinals de divisió (primers contra quarts i segons contra tercers) | al millor de 3 partits | Finals de divisió entre els guanyadors de les semifinals al millor de 5 partits                                        | al millor de 5 partits                                                                                                 | Entre els campions de les finals de divisió al millor de 7 partits                           |
| 1968      | 12         | 8 (els 4 millors de les 2 divisions)     | 67% | No hi va haver | Semifinals de divisió (primers contra quarts i segons contra tercers) | al millor de 7 partits | Finals de divisió entre els guanyadors de les semifinals al millor de 5 partits                                        | al millor de 7 partits                                                                                                 | Entre els campions de les finals de divisió al millor de 7 partits                           |
| 1969      | 14         | 8 (els 4 millors de les 2 divisions)     | 57% | No hi va haver | Semifinals de divisió (primers contra quarts i segons contra tercers) | al millor de 7 partits | Finals de divisió entre els guanyadors de les semifinals al millor de 5 partits                                        | al millor de 7 partits                                                                                                 | Entre els campions de les finals de divisió al millor de 7 partits                           |
| 1970      | 14         | 8 (els 2 millors de les 4 divisions)     | 57% | No hi va haver | Semifinals de conferència (els primers de divisió contra els segons emparejats segons % de victòries) al millor de 7 partits                                                                                    | Semifinals de conferència (els primers de divisió contra els segons emparejats segons % de victòries) al millor de 7 partits                                                                                    | Finals de conferència entre els guanyadors de les semifinals al millor de 7 partits                                    | Finals de conferència entre els guanyadors de les semifinals al millor de 7 partits                                    | Entre els campions de les finals de conferència al millor de 7 partits                       |
| 1971-74   | 17         | 8 (els 2 millors de les 4 divisions)     | 47% | No hi va haver | Semifinals de conferència (els primers de divisió contra els segons emparejats segons % de victòries) al millor de 7 partits                                                                                    | Semifinals de conferència (els primers de divisió contra els segons emparejats segons % de victòries) al millor de 7 partits                                                                                    | Finals de conferència entre els guanyadors de les semifinals al millor de 7 partits                                    | Finals de conferència entre els guanyadors de les semifinals al millor de 7 partits                                    | Entre els campions de les finals de conferència al millor de 7 partits                       |
| 1975-76   | 18         | 10 (els 5 millors de les 2 conferències) | 56% | Els quarts contra els cinquens de cada conferència al millor de 3 partits | Semifinals de conferència: Els guanyadors de la ronda anterior contra els primers de la seva conferència i els altres primers de divisió contra els tercers de les seves conferències al millor de 7 partits    | Semifinals de conferència: Els guanyadors de la ronda anterior contra els primers de la seva conferència i els altres primers de divisió contra els tercers de les seves conferències al millor de 7 partits    | Finals de conferència entre els guanyadors de les semifinals al millor de 7 partits                                    | Finals de conferència entre els guanyadors de les semifinals al millor de 7 partits                                    | Entre els campions de les finals de conferència al millor de 7 partits                       |
| 1977-80   | 22         | 12 (els 6 millors de les 2 conferències) | 55% | Els tercers contra els sisens i els quarts contra els cinquens al millor de 3 partits | Semifinals de conferència: Els quarts o cinquens contra els primers de conferència i els tercers o sisens contra els altres primers de divisió al millor de 7 partits                                           | Semifinals de conferència: Els quarts o cinquens contra els primers de conferència i els tercers o sisens contra els altres primers de divisió al millor de 7 partits                                           | Finals de conferència entre els guanyadors de les semifinals al millor de 7 partits                                    | Finals de conferència entre els guanyadors de les semifinals al millor de 7 partits                                    | Entre els campions de les finals de conferència al millor de 7 partits                       |
| 1981-83   | 23         | 12 (els 6 millors de les 2 conferències) | 52% | Els tercers contra els sisens i els quarts contra els cinquens al millor de 3 partits | Semifinals de conferència: Els quarts o cinquens contra els primers de conferència i els tercers o sisens contra els altres primers de divisió al millor de 7 partits                                           | Semifinals de conferència: Els quarts o cinquens contra els primers de conferència i els tercers o sisens contra els altres primers de divisió al millor de 7 partits                                           | Finals de conferència entre els guanyadors de les semifinals al millor de 7 partits                                    | Finals de conferència entre els guanyadors de les semifinals al millor de 7 partits                                    | Entre els campions de les finals de conferència al millor de 7 partits                       |
| 1984-88   | 23         | 16 (els 8 millors de les 2 conferències) | 70% | Quarts de final de conferència: Els primers de conferència contra els vuitens Els altres campions de divisió contra els setens Els tercers contra els sisens Els quarts contra els cinquens al millor de 5 partits | Semifinals de conferència; Els guanyadors de la ronda anterior Primers o vuitens contra quarts o cinquens Campions de divisió no primers de conferència o setens contra tercers o sisens al millor de 7 partits | Semifinals de conferència; Els guanyadors de la ronda anterior Primers o vuitens contra quarts o cinquens Campions de divisió no primers de conferència o setens contra tercers o sisens al millor de 7 partits | Finals de conferència entre els guanyadors de les semifinals al millor de 7 partits                                    | Finals de conferència entre els guanyadors de les semifinals al millor de 7 partits                                    | Entre els campions de les finals de conferència al millor de 7 partits                       |
| 1989      | 25         | 16 (els 8 millors de les 2 conferències) | 64% | Quarts de final de conferència: Els primers de conferència contra els vuitens Els altres campions de divisió contra els setens Els tercers contra els sisens Els quarts contra els cinquens al millor de 5 partits | Semifinals de conferència; Els guanyadors de la ronda anterior Primers o vuitens contra quarts o cinquens Campions de divisió no primers de conferència o setens contra tercers o sisens al millor de 7 partits | Semifinals de conferència; Els guanyadors de la ronda anterior Primers o vuitens contra quarts o cinquens Campions de divisió no primers de conferència o setens contra tercers o sisens al millor de 7 partits | Finals de conferència entre els guanyadors de les semifinals al millor de 7 partits                                    | Finals de conferència entre els guanyadors de les semifinals al millor de 7 partits                                    | Entre els campions de les finals de conferència al millor de 7 partits                       |
| 1990-95   | 27         | 16 (els 8 millors de les 2 conferències) | 59% | Quarts de final de conferència: Els primers de conferència contra els vuitens Els altres campions de divisió contra els setens Els tercers contra els sisens Els quarts contra els cinquens al millor de 5 partits | Semifinals de conferència; Els guanyadors de la ronda anterior Primers o vuitens contra quarts o cinquens Campions de divisió no primers de conferència o setens contra tercers o sisens al millor de 7 partits | Semifinals de conferència; Els guanyadors de la ronda anterior Primers o vuitens contra quarts o cinquens Campions de divisió no primers de conferència o setens contra tercers o sisens al millor de 7 partits | Finals de conferència entre els guanyadors de les semifinals al millor de 7 partits                                    | Finals de conferència entre els guanyadors de les semifinals al millor de 7 partits                                    | Entre els campions de les finals de conferència al millor de 7 partits                       |
| 1996-2002 | 29         | 16 (els 8 millors de les 2 conferències) | 55% | Quarts de final de conferència: Els primers de conferència contra els vuitens Els altres campions de divisió contra els setens Els tercers contra els sisens Els quarts contra els cinquens al millor de 5 partits | Semifinals de conferència; Els guanyadors de la ronda anterior Primers o vuitens contra quarts o cinquens Campions de divisió no primers de conferència o setens contra tercers o sisens al millor de 7 partits | Semifinals de conferència; Els guanyadors de la ronda anterior Primers o vuitens contra quarts o cinquens Campions de divisió no primers de conferència o setens contra tercers o sisens al millor de 7 partits | Finals de conferència entre els guanyadors de les semifinals al millor de 7 partits                                    | Finals de conferència entre els guanyadors de les semifinals al millor de 7 partits                                    | Entre els campions de les finals de conferència al millor de 7 partits                       |
| 2003-04   | 29         | 16 (els 8 millors de les 2 conferències) | 55% | Al millor de 7 partits | Semifinals de conferència; Els guanyadors de la ronda anterior Primers o vuitens contra quarts o cinquens Campions de divisió no primers de conferència o setens contra tercers o sisens al millor de 7 partits | Semifinals de conferència; Els guanyadors de la ronda anterior Primers o vuitens contra quarts o cinquens Campions de divisió no primers de conferència o setens contra tercers o sisens al millor de 7 partits | Finals de conferència entre els guanyadors de les semifinals al millor de 7 partits                                    | Finals de conferència entre els guanyadors de les semifinals al millor de 7 partits                                    | Entre els campions de les finals de conferència al millor de 7 partits                       |
| 2005-06   | 30         | 16 (els 8 millors de les 2 conferències) | 53% | Quarts de final de conferència: Els primers de conferència contra els vuitens Els segons millors campions de divisió contra els setens Els pitjors campions de divisió contra els sisens Els quarts contra els cinquens al millor de 7 partits | Semifinals de conferència: Els guanyadors de la ronda anterior Primers o vuitens contra quarts o cinquens Els altres campions de divisió o els seus rivals a quarts de final, entre ells al millor de 7 partits | Semifinals de conferència: Els guanyadors de la ronda anterior Primers o vuitens contra quarts o cinquens Els altres campions de divisió o els seus rivals a quarts de final, entre ells al millor de 7 partits | Finals de conferència entre els guanyadors de les semifinals al millor de 7 partits                                    | Finals de conferència entre els guanyadors de les semifinals al millor de 7 partits                                    | Entre els campions de les finals de conferència al millor de 7 partits                       |
| 2007-14   | 30         | 16 (els 8 millors de les 2 conferències) | 53% | Quarts de final de conferència: Els primers de conferència contra els vuitens Els segons de conferència contra els setens Els millors entre els segons de conferència i els segons millors primers de divisió contra els sisens Els pitjors entre els segons de conferència i el pitjor primer de divisió contra els cinquens al millor de 7 partits | Semifinals de conferència: Els guanyadors de la ronda anterior Primers o vuitens contra quarts o cinquens Els altres dos guanyadors de quartes, entre ells al millor de 7 partits                               | Semifinals de conferència: Els guanyadors de la ronda anterior Primers o vuitens contra quarts o cinquens Els altres dos guanyadors de quartes, entre ells al millor de 7 partits                               | Finals de conferència entre els guanyadors de les semifinals al millor de 7 partits                                    | Finals de conferència entre els guanyadors de les semifinals al millor de 7 partits                                    | Entre els campions de les finals de conferència al millor de 7 partits                       |

## Història dels playoffs
| Legenda | Legenda                      | Legenda                   | Legenda                                        | Legenda                   | Legenda                                 | Legenda                      | Legenda |
| T       | NP                           | CC=Eliminat a la 1a ronda | CC=Eliminat a la 1a ronda                      | SC=Eliminat a la 2a ronda | FC=Eliminat a la 3a ronda               | F                            | C       |
| ------- | ---------------------------- | ------------------------- | ---------------------------------------------- | ------------------------- | --------------------------------------- | ---------------------------- | ------- |
| Total   | No classificat pels playoffs | 1947-1948                 | No hi va haver                                 | 2ns contra 3rs de Divisió | Semifinals                              | Finalista de l'NBA subcampió | Campió  |
| Total   | No classificat pels playoffs | 1949                      | No hi va haver                                 | Semifinals de Divisió     | Finals de Divisió                       | Finalista de l'NBA subcampió | Campió  |
| Total   | No classificat pels playoffs | 1950                      | Semifinals de Divisió                          | Finals de Divisió         | Entre els 2 pitjors campions de Divisió | Finalista de l'NBA subcampió | Campió  |
| Total   | No classificat pels playoffs | 1951-1954                 | No hi va haver                                 | Semifinals de Divisió     | Finals de Divisió                       | Finalista de l'NBA subcampió | Campió  |
| Total   | No classificat pels playoffs | 1955-1966                 | No hi va haver                                 | 2ns contra 3rs de Divisió | Finals de Divisió                       | Finalista de l'NBA subcampió | Campió  |
| Total   | No classificat pels playoffs | 1967-1969                 | No hi va haver                                 | Semifinals de Divisió     | Finals de Divisió                       | Finalista de l'NBA subcampió | Campió  |
| Total   | No classificat pels playoffs | 1970-1974                 | No hi va haver                                 | Semifinals de Conferència | Finals de Conferència                   | Finalista de l'NBA subcampió | Campió  |
| Total   | No classificat pels playoffs | 1975-1976                 | 4ts contra 5ns de Conferència                  | Semifinals de Conferència | Finals de Conferència                   | Finalista de l'NBA subcampió | Campió  |
| Total   | No classificat pels playoffs | 1977-1983                 | 3rs contra 6ns i 4ts contra 5ns de Conferència | Semifinals de Conferència | Finals de Conferència                   | Finalista de l'NBA subcampió | Campió  |
| Total   | No classificat pels playoffs | 1984-avui                 | Quarts de final de Conferència                 | Semifinals de Conferència | Finals de Conferència                   | Finalista de l'NBA subcampió | Campió  |

| 1947-1987               | 1947-48 | 1947-48 | 49 | 50 | 1951-54 | 1951-54 | 1951-54 | 1951-54 | 1955-66 | 1955-66 | 1955-66 | 1955-66 | 1955-66 | 1955-66 | 1955-66 | 1955-66 | 1955-66 | 1955-66 | 1955-66 | 1955-66 | 1967-69 | 1967-69 | 1967-69 | 1970-74 | 1970-74 | 1970-74 | 1970-74 | 1970-74 | 1975-76 | 1975-76 | 1977-83 | 1977-83 | 1977-83 | 1977-83 | 1977-83 | 1977-83 | 1977-83 | 1984-avui | 1984-avui | 1984-avui | 1984-avui |
| 1947-1987               | 47      | 48      | 49 | 50 | 51      | 52      | 53      | 54      | 55      | 56      | 57      | 58      | 59      | 60      | 61      | 62      | 63      | 64      | 65      | 66      | 67      | 68      | 69      | 70      | 71      | 72      | 73      | 74      | 75      | 76      | 77      | 78      | 79      | 80      | 81      | 82      | 83      | 84        | 85        | 86        | 87        |
| Classificats            | 6       | 6       | 8  | 12 | 8       | 8       | 8       | 6       | 6       | 6       | 6       | 6       | 6       | 6       | 6       | 6       | 6       | 6       | 6       | 6       | 8       | 8       | 8       | 8       | 8       | 8       | 8       | 8       | 10      | 10      | 12      | 12      | 12      | 12      | 12      | 12      | 12      | 16        | 16        | 16        | 16        |
| ----------------------- | ------- | ------- | -- | -- | ------- | ------- | ------- | ------- | ------- | ------- | ------- | ------- | ------- | ------- | ------- | ------- | ------- | ------- | ------- | ------- | ------- | ------- | ------- | ------- | ------- | ------- | ------- | ------- | ------- | ------- | ------- | ------- | ------- | ------- | ------- | ------- | ------- | --------- | --------- | --------- | --------- |
| Los Angeles Lakers      |         |         | C  | C  | FC      | C       | C       | C       | FC      | SC      | FC      | NP      | F       | FC      | FC      | F       | F       | SC      | F       | F       | SC      | F       | F       | F       | FC      | C       | F       | SC      | NP      | NP      | FC      | CC      | SC      | C       | CC      | C       | F       | F         | C         | FC        | C         |
| Boston Celtics          | NP      | SC      | NP | NP | SC      | SC      | FC      | FC      | FC      | SC      | C       | F       | C       | C       | C       | C       | C       | C       | C       | C       | FC      | C       | C       | NP      | NP      | FC      | FC      | C       | FC      | C       | SC      | NP      | NP      | FC      | C       | FC      | SC      | C         | F         | C         | F         |
| Golden State Warriors   | C       | F       | SC | CC | SC      | SC      | NP      | NP      | NP      | C       | SC      | FC      | NP      | FC      | SC      | FC      | NP      | F       | NP      | NP      | F       | FC      | SC      | NP      | SC      | SC      | FC      | NP      | C       | FC      | SC      | NP      | NP      | NP      | NP      | NP      | NP      | NP        | NP        | NP        | SC        |
| Chicago Bulls           |         |         |    |    |         |         |         |         |         |         |         |         |         |         |         |         |         |         |         |         | SC      | SC      | NP      | SC      | SC      | SC      | SC      | FC      | FC      | NP      | CC      | NP      | NP      | NP      | SC      | NP      | NP      | NP        | CC        | CC        | CC        |
| San Antonio Spurs       |         |         |    |    |         |         |         |         |         |         |         |         |         |         |         |         |         |         |         |         |         |         |         |         |         |         |         |         |         |         | CC      | SC      | FC      | CC      | SC      | FC      | FC      | NP        | CC        | CC        | NP        |
| Philadelphia 76ers      |         |         |    | F  | FC      | FC      | SC      | F       | C       | FC      | FC      | SC      | FC      | SC      | FC      | SC      | SC      | SC      | FC      | FC      | C       | FC      | SC      | SC      | SC      | NP      | NP      | NP      | NP      | CC      | F       | FC      | SC      | F       | FC      | F       | C       | CC        | FC        | SC        | CC        |
| Detroit Pistons         |         |         | NP | SC | SC      | SC      | FC      | SC      | F       | F       | SC      | FC      | SC      | SC      | SC      | FC      | SC      | NP      | NP      | NP      | NP      | SC      | NP      | NP      | NP      | NP      | NP      | SC      | CC      | SC      | CC      | NP      | NP      | NP      | NP      | NP      | NP      | CC        | SC        | CC        | FC        |
| New York Knicks         | FC      | SC      | FC | SC | F       | F       | F       | SC      | SC      | NP      | NP      | NP      | SC      | NP      | NP      | NP      | NP      | NP      | NP      | NP      | SC      | SC      | FC      | C       | FC      | F       | C       | FC      | CC      | NP      | NP      | SC      | NP      | NP      | CC      | NP      | SC      | SC        | NP        | NP        | NP        |
| Houston Rockets         |         |         |    |    |         |         |         |         |         |         |         |         |         |         |         |         |         |         |         |         |         | NP      | SC      | NP      | NP      | NP      | NP      | NP      | SC      | NP      | FC      | NP      | CC      | SC      | F       | CC      | NP      | NP        | CC        | F         | SC        |
| Cleveland Cavaliers     |         |         |    |    |         |         |         |         |         |         |         |         |         |         |         |         |         |         |         |         |         |         |         |         | NP      | NP      | NP      | NP      | NP      | FC      | CC      | CC      | NP      | NP      | NP      | NP      | NP      | NP        | CC        | NP        | NP        |
| Atlanta Hawks           |         |         |    | CC | NP      | NP      | NP      | NP      | NP      | FC      | F       | C       | FC      | F       | F       | NP      | FC      | FC      | SC      | FC      | FC      | SC      | FC      | FC      | SC      | SC      | SC      | NP      | NP      | NP      | NP      | CC      | SC      | SC      | NP      | CC      | CC      | CC        | NP        | SC        | SC        |
| Oklahoma City Thunder   |         |         |    |    |         |         |         |         |         |         |         |         |         |         |         |         |         |         |         |         |         | NP      | NP      | NP      | NP      | NP      | NP      | NP      | SC      | SC      | NP      | F       | C       | FC      | NP      | SC      | CC      | CC        | NP        | NP        | FC        |
| Washington Wizards      |         |         |    |    |         |         |         |         |         |         |         |         |         |         |         | NP      | NP      | NP      | FC      | SC      | NP      | NP      | SC      | SC      | F       | SC      | SC      | SC      | F       | SC      | SC      | C       | F       | CC      | NP      | SC      | NP      | CC        | CC        | CC        | CC        |
| Portland Trail Blazers  |         |         |    |    |         |         |         |         |         |         |         |         |         |         |         |         |         |         |         |         |         |         |         |         | NP      | NP      | NP      | NP      | NP      | NP      | C       | SC      | CC      | CC      | CC      | NP      | SC      | CC        | SC        | CC        | CC        |
| Milwaukee Bucks         |         |         |    |    |         |         |         |         |         |         |         |         |         |         |         |         |         |         |         |         |         |         | NP      | FC      | C       | FC      | SC      | F       | NP      | CC      | NP      | SC      | NP      | SC      | SC      | SC      | FC      | FC        | SC        | FC        | SC        |
| Dallas Maverics         |         |         |    |    |         |         |         |         |         |         |         |         |         |         |         |         |         |         |         |         |         |         |         |         |         |         |         |         |         |         |         |         |         |         | NP      | NP      | NP      | SC        | CC        | SC        | CC        |
| Sacramento Kings        |         |         | FC | CC | C       | FC      | SC      | FC      | SC      | NP      | NP      | SC      | NP      | NP      | NP      | SC      | FC      | FC      | SC      | SC      | SC      | NP      | NP      | NP      | NP      | NP      | NP      | NP      | SC      | NP      | NP      | NP      | SC      | CC      | FC      | NP      | NP      | CC        | NP        | CC        | NP        |
| Baltimore Bullets       |         | C       | SC | NP | NP      | NP      | SC      | NP      |         |         |         |         |         |         |         |         |         |         |         |         |         |         |         |         |         |         |         |         |         |         |         |         |         |         |         |         |         |           |           |           |           |
| Phoenix Suns            |         |         |    |    |         |         |         |         |         |         |         |         |         |         |         |         |         |         |         |         |         |         | NP      | SC      | NP      | NP      | NP      | NP      | NP      | F       | NP      | CC      | FC      | SC      | SC      | SC      | CC      | FC        | CC        | NP        | NP        |
| Utah Jazz               |         |         |    |    |         |         |         |         |         |         |         |         |         |         |         |         |         |         |         |         |         |         |         |         |         |         |         |         | NP      | NP      | NP      | NP      | NP      | NP      | NP      | NP      | NP      | SC        | SC        | CC        | CC        |
| Orlando Magic           |         |         |    |    |         |         |         |         |         |         |         |         |         |         |         |         |         |         |         |         |         |         |         |         |         |         |         |         |         |         |         |         |         |         |         |         |         |           |           |           |           |
| Brooklin Nets           |         |         |    |    |         |         |         |         |         |         |         |         |         |         |         |         |         |         |         |         |         |         |         |         |         |         |         |         |         |         | NP      | NP      | CC      | NP      | NP      | CC      | CC      | SC        | CC        | CC        | NP        |
| Indiana Pacers          |         |         |    |    |         |         |         |         |         |         |         |         |         |         |         |         |         |         |         |         |         |         |         |         |         |         |         |         |         |         | NP      | NP      | NP      | NP      | CC      | NP      | NP      | NP        | NP        | NP        | CC        |
| Chicago Stags           | F       | FC      | SC | CC |         |         |         |         |         |         |         |         |         |         |         |         |         |         |         |         |         |         |         |         |         |         |         |         |         |         |         |         |         |         |         |         |         |           |           |           |           |
| Washington Capitols     | FC      | NP      | F  | CC | NP      |         |         |         |         |         |         |         |         |         |         |         |         |         |         |         |         |         |         |         |         |         |         |         |         |         |         |         |         |         |         |         |         |           |           |           |           |
| Denver Nuggets          |         |         |    |    |         |         |         |         |         |         |         |         |         |         |         |         |         |         |         |         |         |         |         |         |         |         |         |         |         |         | SC      | FC      | CC      | NP      | NP      | CC      | SC      | CC        | FC        | SC        | CC        |
| Saint Louis Bombers     | SC      | FC      | SC | NP |         |         |         |         |         |         |         |         |         |         |         |         |         |         |         |         |         |         |         |         |         |         |         |         |         |         |         |         |         |         |         |         |         |           |           |           |           |
| Anderson Packers        |         |         |    | FC |         |         |         |         |         |         |         |         |         |         |         |         |         |         |         |         |         |         |         |         |         |         |         |         |         |         |         |         |         |         |         |         |         |           |           |           |           |
| Los Angeles Clippers    |         |         |    |    |         |         |         |         |         |         |         |         |         |         |         |         |         |         |         |         |         |         |         |         | NP      | NP      | NP      | SC      | SC      | SC      | NP      | NP      | NP      | NP      | NP      | NP      | NP      | NP        | NP        | NP        | NP        |
| Indianapolis Olympians  |         |         |    | SC | SC      | SC      | SC      |         |         |         |         |         |         |         |         |         |         |         |         |         |         |         |         |         |         |         |         |         |         |         |         |         |         |         |         |         |         |           |           |           |           |
| Cleveland Rebels        | SC      |         |    |    |         |         |         |         |         |         |         |         |         |         |         |         |         |         |         |         |         |         |         |         |         |         |         |         |         |         |         |         |         |         |         |         |         |           |           |           |           |
| Sheboygan Red Skins     |         |         |    | CC |         |         |         |         |         |         |         |         |         |         |         |         |         |         |         |         |         |         |         |         |         |         |         |         |         |         |         |         |         |         |         |         |         |           |           |           |           |
| Providence Steamrollers | NP      | NP      | NP |    |         |         |         |         |         |         |         |         |         |         |         |         |         |         |         |         |         |         |         |         |         |         |         |         |         |         |         |         |         |         |         |         |         |           |           |           |           |
| Denver Nuggets          |         |         |    | NP |         |         |         |         |         |         |         |         |         |         |         |         |         |         |         |         |         |         |         |         |         |         |         |         |         |         |         |         |         |         |         |         |         |           |           |           |           |
| Detroit Falcons         | NP      |         |    |    |         |         |         |         |         |         |         |         |         |         |         |         |         |         |         |         |         |         |         |         |         |         |         |         |         |         |         |         |         |         |         |         |         |           |           |           |           |
| Indianapolis Jets       |         |         | NP |    |         |         |         |         |         |         |         |         |         |         |         |         |         |         |         |         |         |         |         |         |         |         |         |         |         |         |         |         |         |         |         |         |         |           |           |           |           |
| Pittsburgh Ironmen      | NP      |         |    |    |         |         |         |         |         |         |         |         |         |         |         |         |         |         |         |         |         |         |         |         |         |         |         |         |         |         |         |         |         |         |         |         |         |           |           |           |           |
| Toronto Huskies         | NP      |         |    |    |         |         |         |         |         |         |         |         |         |         |         |         |         |         |         |         |         |         |         |         |         |         |         |         |         |         |         |         |         |         |         |         |         |           |           |           |           |
| Waterloo Hawks          |         |         |    | NP |         |         |         |         |         |         |         |         |         |         |         |         |         |         |         |         |         |         |         |         |         |         |         |         |         |         |         |         |         |         |         |         |         |           |           |           |           |

| 1988-avui               | 88 | 89 | 90 | 91 | 92 | 93 | 94 | 95 | 96 | 97 | 98 | 99 | 0  | 1  | 2  | 3  | 4  | 5  | 6  | 7  | 8  | 9  | 10 | 11 | 12 | 13 | 14 | 15 | 16 | 17 | 18 | 19 | 20 |    | T  | NP | CC | SC | FC | F  | C |
| ----------------------- | -- | -- | -- | -- | -- | -- | -- | -- | -- | -- | -- | -- | -- | -- | -- | -- | -- | -- | -- | -- | -- | -- | -- | -- | -- | -- | -- | -- | -- | -- | -- | -- | -- | -- | -- | -- | -- | -- | -- | -- | - |
| Los Angeles Lakers      | C  | F  | SC | F  | CC | CC | NP | SC | CC | SC | FC | SC | C  | C  | C  | SC | F  | NP | CC | CC | F  | C  | C  | SC | SC | CC | NP | NP | NP | NP | NP | NP | C  | 72 | 11 | 61 | 53 | 41 | 32 | 17 |   |
| Boston Celtics          | FC | CC | CC | SC | SC | CC | NP | CC | NP | NP | NP | NP | NP | NP | FC | SC | CC | CC | NP | NP | C  | SC | F  | SC | FC | CC | NP | CC | CC | FC | FC | SC | FC | 74 | 17 | 57 | 48 | 36 | 21 | 17 |   |
| Golden State Warriors   | NP | SC | NP | SC | CC | NP | CC | NP | NP | NP | NP | NP | NP | NP | NP | NP | NP | NP | NP | SC | NP | NP | NP | NP | NP | SC | CC | C  | F  | C  | C  | F  | NP | 74 | 39 | 35 | 31 | 17 | 11 | 6  |   |
| Chicago Bulls           | SC | FC | FC | C  | C  | C  | SC | SC | C  | C  | C  | NP | NP | NP | NP | NP | NP | CC | CC | SC | NP | CC | CC | FC | CC | SC | CC | SC | NP | CC | NP | NP | NP | 54 | 19 | 35 | 24 | 11 | 6  | 6  |   |
| San Antonio Spurs       | CC | NP | SC | CC | CC | SC | CC | FC | SC | NP | SC | C  | CC | FC | SC | C  | SC | C  | SC | C  | FC | CC | SC | CC | FC | F  | C  | CC | SC | FC | CC | CC | NP | 44 | 5  | 39 | 25 | 14 | 6  | 5  |   |
| Philadelphia 76ers      | NP | CC | SC | SC | NP | NP | NP | NP | NP | NP | NP | SC | SC | F  | CC | SC | NP | CC | NP | NP | CC | CC | NP | CC | SC | NP | NP | NP | NP | NP | SC | SC | CC | 71 | 21 | 50 | 40 | 21 | 9  | 3  |   |
| Detroit Pistons         | F  | C  | C  | FC | CC | NP | NP | NP | CC | CC | NP | CC | CC | NP | SC | FC | C  | F  | FC | FC | FC | CC | NP | NP | NP | NP | NP | NP | CC | NP | NP | CC | NP | 72 | 30 | 42 | 30 | 16 | 7  | 3  |   |
| Miami Heat              |    | NP | NP | NP | CC | NP | CC | NP | CC | FC | CC | CC | SC | CC | NP | NP | SC | FC | C  | CC | NP | CC | CC | F  | C  | C  | F  | NP | SC | NP | CC | NP | F  | 32 | 11 | 21 | 11 | 8  | 6  | 3  |   |
| New York Knicks         | CC | SC | SC | CC | SC | FC | F  | SC | SC | SC | SC | F  | FC | CC | NP | NP | CC | NP | NP | NP | NP | NP | NP | CC | CC | SC | NP | NP | NP | NP | NP | NP | NP | 74 | 33 | 41 | 33 | 15 | 8  | 2  |   |
| Houston Rockets         | CC | CC | CC | CC | NP | SC | C  | C  | SC | FC | CC | CC | NP | NP | NP | NP | CC | CC | NP | CC | CC | SC | NP | NP | NP | CC | CC | FC | CC | SC | FC | SC | SC | 53 | 19 | 34 | 18 | 8  | 4  | 2  |   |
| Cleveland Cavaliers     | CC | CC | CC | NP | FC | SC | CC | CC | CC | NP | CC | NP | NP | NP | NP | NP | NP | NP | SC | F  | SC | FC | SC | NP | NP | NP | NP | F  | C  | F  | F  | NP | NP | 50 | 28 | 22 | 12 | 8  | 5  | 1  |   |
| Atlanta Hawks           | SC | CC | NP | CC | NP | CC | SC | CC | SC | SC | CC | SC | NP | NP | NP | NP | NP | NP | NP | NP | CC | SC | SC | SC | CC | CC | CC | FC | SC | CC | NP | NP | NP | 71 | 25 | 46 | 31 | 13 | 4  | 1  |   |
| Oklahoma City Thunder   | CC | SC | NP | CC | FC | FC | CC | CC | F  | SC | SC | NP | CC | NP | CC | NP | NP | SC | NP | NP | NP | NP | CC | FC | F  | SC | FC | NP | FC | CC | CC | CC | CC | 53 | 21 | 32 | 19 | 11 | 4  | 1  |   |
| Washington Wizards      | CC | NP | NP | NP | NP | NP | NP | NP | NP | CC | NP | NP | NP | NP | NP | NP | NP | SC | CC | CC | CC | NP | NP | NP | NP | NP | SC | SC | NP | SC | CC | NP | NP | 59 | 30 | 29 | 18 | 5  | 4  | 1  |   |
| Portland Trail Blazers  | CC | CC | F  | FC | F  | CC | CC | CC | CC | CC | CC | FC | FC | CC | CC | CC | NP | NP | NP | NP | NP | CC | CC | CC | NP | NP | SC | CC | SC | CC | CC | FC | CC | 50 | 14 | 36 | 12 | 7  | 3  | 1  |   |
| Milwaukee Bucks         | CC | SC | CC | CC | NP | NP | NP | NP | NP | NP | NP | CC | CC | FC | NP | CC | CC | NP | CC | NP | NP | NP | CC | NP | CC | CC | NP | CC | NP | CC | CC | FC | SC | 52 | 19 | 33 | 18 | 9  | 2  | 1  |   |
| Dallas Maverics         | FC | NP | CC | NP | NP | NP | NP | NP | NP | NP | NP | NP | NP | SC | SC | FC | CC | SC | F  | CC | CC | SC | CC | C  | CC | NP | CC | CC | CC | NP | NP | NP | CC | 40 | 18 | 22 | 10 | 4  | 2  | 1  |   |
| Sacramento Kings        | NP | NP | NP | NP | NP | NP | NP | NP | CC | NP | NP | CC | CC | SC | FC | SC | SC | CC | CC | NP | NP | NP | NP | NP | NP | NP | NP | NP | NP | NP | NP | NP | NP | 72 | 43 | 29 | 20 | 8  | 1  | 1  |   |
| Toronto Raptors         |    |    |    |    |    |    |    |    | NP | NP | NP | NP | CC | SC | CC | NP | NP | NP | NP | CC | CC | NP | NP | NP | NP | NP | CC | CC | FC | SC | SC | C  | SC | 25 | 13 | 12 | 6  | 2  | 1  | 1  |   |
| Phoenix Suns            | NP | FC | FC | CC | SC | F  | SC | SC | CC | CC | CC | CC | SC | CC | NP | CC | NP | FC | FC | SC | CC | NP | FC | NP | NP | NP | NP | NP | NP | NP | NP | NP | NP | 52 | 23 | 29 | 18 | 9  | 2  | 0  |   |
| Utah Jazz               | SC | CC | CC | SC | SC | CC | FC | CC | FC | F  | F  | SC | SC | CC | CC | CC | NP | NP | NP | FC | SC | CC | SC | NP | CC | NP | NP | NP | NP | SC | SC | CC | CC | 46 | 17 | 29 | 16 | 5  | 2  | 0  |   |
| Orlando Magic           |    |    | NP | NP | NP | NP | CC | F  | FC | CC | NP | CC | NP | CC | CC | CC | NP | NP | NP | CC | SC | F  | FC | CC | NP | NP | NP | NP | NP | NP | NP | CC | CC | 31 | 16 | 15 | 5  | 4  | 2  | 0  |   |
| Brooklin Nets           | NP | NP | NP | NP | CC | CC | CC | NP | NP | NP | CC | NP | NP | NP | F  | F  | SC | CC | SC | SC | NP | NP | NP | NP | NP | CC | SC | CC | NP | NP | NP | CC | CC | 44 | 23 | 21 | 7  | 2  | 2  | 0  |   |
| Indiana Pacers          | NP | NP | CC | CC | CC | CC | FC | FC | CC | NP | FC | FC | F  | CC | CC | CC | FC | SC | CC | NP | NP | NP | NP | CC | SC | FC | FC | NP | CC | CC | CC | CC | CC | 44 | 17 | 27 | 10 | 8  | 1  | 0  |   |
| Denver Nuggets          | SC | CC | CC | NP | NP | NP | SC | CC | NP | NP | NP | NP | NP | NP | NP | NP | CC | CC | CC | CC | CC | FC | CC | CC | CC | CC | NP | NP | NP | NP | NP | SC | FC | 44 | 18 | 26 | 10 | 4  | 0  | 0  |   |
| Memphis Grizzlies       |    |    |    |    |    |    |    |    | NP | NP | NP | NP | NP | NP | NP | NP | CC | CC | CC | NP | NP | NP | NP | SC | CC | FC | CC | SC | CC | CC | NP | NP | NP | 25 | 15 | 10 | 3  | 1  | 0  | 0  |   |
| Minnesota Timberwolves  |    |    | NP | NP | NP | NP | NP | NP | NP | CC | CC | CC | CC | CC | CC | CC | FC | NP | NP | NP | NP | NP | NP | NP | NP | NP | NP | NP | NP | NP | CC | NP | NP | 31 | 22 | 9  | 1  | 1  | 0  | 0  |   |
| Los Angeles Clippers    | NP | NP | NP | NP | CC | CC | NP | NP | NP | CC | NP | NP | NP | NP | NP | NP | NP | NP | SC | NP | NP | NP | NP | NP | SC | CC | SC | SC | CC | CC | NP | CC | SC | 50 | 35 | 15 | 8  | 0  | 0  | 0  |   |
| New Orleans Pelicans    |    | NP | NP | NP | NP | SC | NP | CC | NP | CC | SC | NP | CC | SC | SC | CC | CC | NP | NP | NP | SC | CC | NP | CC | NP | NP | NP | CC | NP | NP | SC | NP | NP | 32 | 18 | 14 | 6  | 0  | 0  | 0  |   |
| Charlotte Hornets       |    |    |    |    |    |    |    |    |    |    |    |    |    |    |    |    |    | NP | NP | NP | NP | NP | CC | NP | NP | NP | CC | NP | CC | NP | NP | NP | NP | 16 | 13 | 3  | 0  | 0  | 0  | 0  |   |
| Baltimore Bullets       |    |    |    |    |    |    |    |    |    |    |    |    |    |    |    |    |    |    |    |    |    |    |    |    |    |    |    |    |    |    |    |    |    | 7  | 4  | 3  | 3  | 1  | 1  | 1  |   |
| Chicago Stags           |    |    |    |    |    |    |    |    |    |    |    |    |    |    |    |    |    |    |    |    |    |    |    |    |    |    |    |    |    |    |    |    |    | 4  | 0  | 4  | 3  | 2  | 1  | 0  |   |
| Washington Capitols     |    |    |    |    |    |    |    |    |    |    |    |    |    |    |    |    |    |    |    |    |    |    |    |    |    |    |    |    |    |    |    |    |    | 5  | 2  | 3  | 2  | 2  | 1  | 0  |   |
| Saint Louis Bombers     |    |    |    |    |    |    |    |    |    |    |    |    |    |    |    |    |    |    |    |    |    |    |    |    |    |    |    |    |    |    |    |    |    | 4  | 1  | 3  | 3  | 1  | 0  | 0  |   |
| Anderson Packers        |    |    |    |    |    |    |    |    |    |    |    |    |    |    |    |    |    |    |    |    |    |    |    |    |    |    |    |    |    |    |    |    |    | 1  | 0  | 1  | 1  | 1  | 0  | 0  |   |
| Indianapolis Olympians  |    |    |    |    |    |    |    |    |    |    |    |    |    |    |    |    |    |    |    |    |    |    |    |    |    |    |    |    |    |    |    |    |    | 4  | 0  | 4  | 4  | 0  | 0  | 0  |   |
| Cleveland Rebels        |    |    |    |    |    |    |    |    |    |    |    |    |    |    |    |    |    |    |    |    |    |    |    |    |    |    |    |    |    |    |    |    |    | 1  | 0  | 1  | 1  | 0  | 0  | 0  |   |
| Sheboygan Red Skins     |    |    |    |    |    |    |    |    |    |    |    |    |    |    |    |    |    |    |    |    |    |    |    |    |    |    |    |    |    |    |    |    |    | 1  | 0  | 1  | 0  | 0  | 0  | 0  |   |
| Providence Steamrollers |    |    |    |    |    |    |    |    |    |    |    |    |    |    |    |    |    |    |    |    |    |    |    |    |    |    |    |    |    |    |    |    |    | 3  | 3  | 0  | 0  | 0  | 0  | 0  |   |
| Denver Nuggets          |    |    |    |    |    |    |    |    |    |    |    |    |    |    |    |    |    |    |    |    |    |    |    |    |    |    |    |    |    |    |    |    |    | 1  | 1  | 0  | 0  | 0  | 0  | 0  |   |
| Detroit Falcons         |    |    |    |    |    |    |    |    |    |    |    |    |    |    |    |    |    |    |    |    |    |    |    |    |    |    |    |    |    |    |    |    |    | 1  | 1  | 0  | 0  | 0  | 0  | 0  |   |
| Indianapolis Jets       |    |    |    |    |    |    |    |    |    |    |    |    |    |    |    |    |    |    |    |    |    |    |    |    |    |    |    |    |    |    |    |    |    | 1  | 1  | 0  | 0  | 0  | 0  | 0  |   |
| Pittsburgh Ironmen      |    |    |    |    |    |    |    |    |    |    |    |    |    |    |    |    |    |    |    |    |    |    |    |    |    |    |    |    |    |    |    |    |    | 1  | 1  | 0  | 0  | 0  | 0  | 0  |   |
| Toronto Huskies         |    |    |    |    |    |    |    |    |    |    |    |    |    |    |    |    |    |    |    |    |    |    |    |    |    |    |    |    |    |    |    |    |    | 1  | 1  | 0  | 0  | 0  | 0  | 0  |   |
| Waterloo Hawks          |    |    |    |    |    |    |    |    |    |    |    |    |    |    |    |    |    |    |    |    |    |    |    |    |    |    |    |    |    |    |    |    |    | 1  | 1  | 0  | 0  | 0  | 0  | 0  |   |